# 瑞维尼亚克
瑞维尼亚克（法語：Juvignac，法語發音：[ʒyviɲak]）是法国埃罗省的一个市镇，位于该省中东部，省会蒙彼利埃市区以西，属于蒙彼利埃区。

## 地理
瑞维尼亚克（43°36'47"N, 3°48'35"E）面积10.83 平方千米，位于法国奧克西塔尼大區埃罗省，该省份为法国南部沿海省份，南濒地中海，西南接奥德省，西北接塔恩省和阿韦龙省，东北与加尔省接壤。
与瑞维尼亚克接壤的市镇（或旧市镇、城区）包括：格拉贝勒、拉韦吕讷、蒙彼利埃、圣乔治多尔克、圣让德韦达斯。

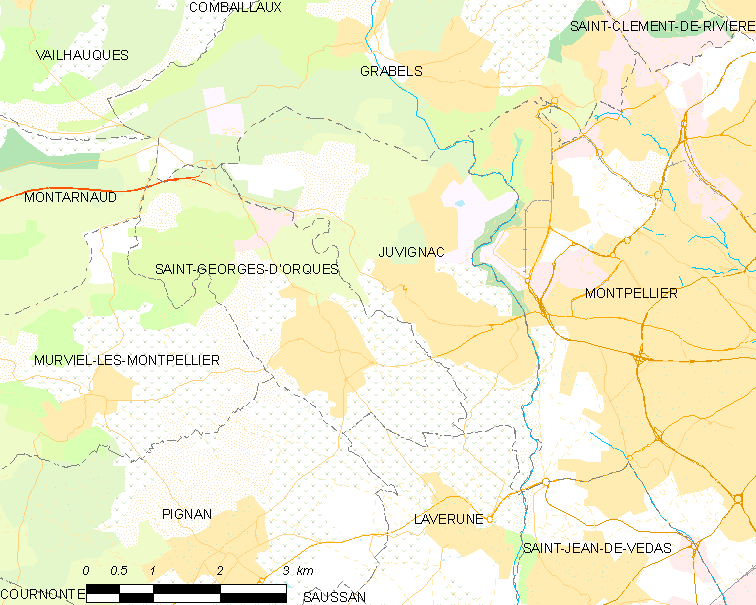
瑞维尼亚克的OSM定位图

瑞维尼亚克的时区为UTC+01:00、UTC+02:00（夏令时）。

## 行政
瑞维尼亚克的邮政编码为34990，INSEE市镇编码为34123。

## 政治
瑞维尼亚克所属的省级选区为拉特县。

## 人口

1962-2008年间瑞维尼亚克人口变化图示

瑞维尼亚克于2022年1月1日时的人口数量为13776人。